# Hanns Zischler
Hanns Zischler, né le 18 juin 1947 à Nuremberg, est un acteur, réalisateur et essayiste allemand.

## Biographie
Hanns Zischler est le fils d'un propriétaire de carrière Johann Zischler habitant le village franconien de Langenaltheim. Après la mort de sa mère, il étudie dans un pensionnat protestant à Ingolstadt, où il développe son intérêt pour la musique et la philosophie. Il fréquente ensuite le Staatliche Landschulheim Marquartstein (l'internat de Marquartstein) et obtient son diplôme d'études secondaires en 1966.
À Munich et à Berlin, il assiste à des conférences sur la philosophie, l’ethnologie, la musicologie et la critique littéraire.  Il travaille comme éditeur et traducteur pour des philosophes français et se rend en 1968 à la Schaubühne am Lehniner Platz de Berlin, où il travaille comme assistant de mise en scène et dramaturgie de 1973 à 1975. À Karlsruhe et à Bâle, il dirige les pièces de théâtre.
En tant qu'acteur, dès 1970, il joue dans des productions cinématographiques allemandes de Wim Wenders, Peter Handke, Peter Lilienthal, Rudolf Thome. En 1976, il incarne Robert Lander dans le road movie Au fil du temps de Wim Wenders. Il participe à des productions internationales de films d'auteurs tels que Claude Chabrol, Andrew Birkin et István Szabó. En 2005, il incarne l'agent du Mossad Hans dans le drame cinématographique Munich de Steven Spielberg.

## Récompenses et distinctions
- 2004 : Le Friedrich-Baur-Preis (Prix Friedrich Baur) de l’Académie bavaroise des beaux-arts
- 2009 : Le Heinrich-Mann-Preis (Prix Heinrich Mann) de l’Académie des arts de Berlin
- 2010 : Le Deutsche Hörbuchpreis (Prix du livre audio allemand) dans la catégorie Meilleure fiction pour Chronik der Gefühle (La Chronique des sentiments) d'Alexander Kluge, mise en scène de Karl Bruckmaier, production : Bayerischer Rundfunk et Verlag Antje Kunstmann
- 2011 : L’Ordre du Mérite de la République fédérale d'Allemagne
- 2018 : Docteur honoris causa du Bauhaus-Universität Weimar (Université de Weimar)

## Filmographie
Sauf indication contraire, les informations mentionnées dans cette section peuvent être confirmées par la base de données cinématographiques IMDb,  présente dans la section « Liens externes ».

### Comme acteur

#### Cinéma
Note : De nombreuses dates de sortie sont erronées.
- 1968 : Same Player Shoots Again (court métrage) de  Wim Wenders
- 1969 : Blinker d'Uwe Brandner
- 1970 : Summer in the City de Wim Wenders
- 1976 : Au fil du temps (Im Lauf der Zeit) de Wim Wenders
- 1976 : Auf Biegen oder Brechen de Hartmut Bitomsky
- 1978 : Horizonville d'Alain Klarer (moyen métrage)
- 1978 : La Femme gauchère (Die linkshändige Frau) de Peter Handke
- 1978 : Les Rendez-vous d'Anna de Chantal Akerman
- 1979 : David de Peter Lilienthal
- 1979 : De Verwording van Herman Durer de Leon de Winter
- 1979 : Die Leidenschaftlichen de Thomas Koerfer
- 1980 : Henry Angst d'Ingo Kratisch
- 1980 : Berlin Chamissoplatz de Rudolf Thome
- 1980 : Malevil de Christian de Chalonge
- 1980 : Les Anges de fer (Engel aus Eisen) de Thomas Brasch
- 1981 : Total vereist de Hans Noever
- 1981 : Hast Du Lust, mit mir einen Kaffee zu trinken ? de Rudolf Thome
- 1981 : Kalt wie Eis de Carl Schenkel
- 1982 : Logik des Gefühls d'Ingo Kratisch
- 1982 : Domino de Thomas Brasch
- 1982 : Le Docteur Faustus (de) de Franz Seitz
- 1983 : La Main dans l'ombre (System ohne Schatten) de Rudolf Thome
- 1983 : La Femme flambée (Die flambierte Frau) de Robert Van Ackeren
- 1983 : L'Allégement de Marcel Schüpbach
- 1983 : L'Air du crime d'Alain Klarer
- 1983 : Les Cavaliers de l'orage de Gérard Vergez
- 1984 : Das Autogramm de Peter Lilienthal
- 1985 : Berlin Affair de Liliana Cavani
- 1985 : Douce France de François Chardeaux
- 1985 : Tarot de Rudolf Thome
- 1986 : Anemia d'Alberto Abruzzese
- 1987 : Milan noir de Ronald Chammah
- 1987 : La Serre (Das Treibhaus) de Peter Goedel
- 1988 : Le Piège de Vénus (de) (Die Venusfalle) de Robert van Ackeren
- 1988 : Mon cher sujet d'Anne-Marie Miéville
- 1989 : Himmelsheim de Manfred Stelzer
- 1989 : Francesco de Liliana Cavani
- 1989 : La Révolution française : Les Années Terribles de Richard T. Heffron
- 1989 : The Rose Garden de Fons Rademakers
- 1990 : Dr. M de Claude Chabrol
- 1990 : Europa Europa (Europa Europa) d'Agnieszka Holland
- 1991 : Allemagne 90 neuf zéro de Jean Luc Godard
- 1991 : Juste avant l'orage de Bruno Herbulot
- 1992 : Les Vaisseaux du cœur (Salt on Our Skin) d'Andrew Birkin
- 1992 : Herzspung de Helke Misselwitz
- 1993 : Die Denunziantin de Thomas Mitscherlich
- 1993 : Si loin, si proche (In weiter Ferne, so nah !) de Wim Wenders
- 1993 : Cement Garden (The Cement Garden) d'Andrew Birkin
- 1993 : Le Joueur de violon de Charlie Van Damme
- 1994 : Der Blaue de Lienhard Wawrzyn
- 1994 : Charlie & Louise (Charlie and Louise – Das Doppelte Lottchen) de Joseph Vilsmaier
- 1994 : Du fond du cœur de Jacques Doillon
- 1995 : Superbrain de Menahem Golan
- 1996 : Letters From The East d'Andrew Grieve
- 1997 : La Dette d'amour (Die Schuld der Liebe) d'Andreas Gruber
- 1997 : Requiem fur etwas, das sehr klein ist d'Isabelle Stever
- 1997 : Drancy Avenir d'Arnaud des Pallières (voix seulement)
- 1998 : 23 (23 - Nichts ist so wie es scheint) de Hans-Christian Schmid
- 1999 : Der Redenschreiber de Julia Albrecht
- 1999 : Musical Man d'Andreas Schmid-Thomae
- 1999 : Sunshine (Sunshine) d'Istvan Szabo
- 1999 : Paradiso, sept jours avec sept femmes (Paradisio – Sieben Tage mit sieben Frauen) de Rudolf Thome
- 2001 : Venus Talking de Rudolf Thome
- 2001 : Der schöne Tag de Thomas Arslan
- 2001 : Taking sides, le cas Furtwängler (Taking Sides) d'Istvan Szabo
- 2002 : Amen de Costa-Gavras
- 2002 : 666 – Traue keinem, mit dem du schläfst ! de Rainer Matsutani
- 2002 : L'Été d'Olga (Olgas Sommer) de Nina Grosse
- 2002 : Väter de Dani Levy
- 2002 : Ripley's Game de Liliana Cavani
- 2003 : Petites Coupures de Pascal Bonitzer
- 2003 : Rot und Blau de Rudolf Thome
- 2003 : Saltimbank de Jean-Claude Biette
- 2003 : Sulla de Klaus Wyborny
- 2003 : Es wird etwas geschehen de Roland Giesser (court-métrage)
- 2003 : Gate To Heaven de Veit Helmer
- 2003 : Tu marcheras sur l'eau (Walk on Water) d'Eytan Fox
- 2004 : The Edukators (Die fetten Jahre sind vorbei) de Hans Weingartner
- 2004 : Frau fährt, Mann schläft – Zeitreisen : Die Gegenwart de Rudolf Thome
- 2004 : Impact final (Post Impact) de Christoph Schrewe
- 2004 : Pour l'amour du peuple d'Eyal Sivan et Audrey Maurion (narrateur)
- 2005 : L'Annulaire de Diane Bertrand
- 2005 : Undercover de Sabine Boss
- 2005 : Munich de Steven Spielberg
- 2005 : Un ami parfait de Francis Girod
- 2007 : Overnight de Ferenc Török
- 2014 : Sils Maria d'Olivier Assayas
- 2014 : Chemin de croix (Kreuzweg) de Dietrich Brüggemann
- 2016 : Lendemain de fête (Auf Einmal) de Aslı Özge
- 2016 : Jan Masaryk, histoire d'une trahison (Masaryk) de Julius Ševčík : Dr. Stein
- 2017 : Crash Test Aglaé d'Éric Gravel
- 2022 : Servus Papa, See You in Hell : Le politicien

#### Télévision
- 1989 : Der Leibwächter d'Adolf Winkelmann
- 1990 : Das Haus am Watt de Sigi Rothemund
- 1992 : La Peur de Daniel Vigne
- 1992 : Abgetrieben de Norbert Kückelmann
- 1992 : Rotlicht de Michael Lahn
- 1993 : Das offene Universum de Klaus Wyborny
- 1993 : Stunde der Füchse de Detlef Ronfeldt
- 1993 : Les Grandes Marées de Jean Sagols
- 1994 : Balle perdue d'Étienne Périer
- 1994 : Rapt à crédit de Pierre Boutron
- 1994 : Das Baby der schwangeren Toten de Wolfgang Muhlbauer
- 1995 : Femme de passions de Bob Swaim
- 1996 : Le Clown (Der Clown) de Hermann Joha
- 1996 : Der letzte Kurier d'Adolf Winkelmann
- 1996 : Das Mädchen Rosemarie de Bernd Eichinger
- 1996 : Adieu, Mon Ami de Franz Peter Wirth
- 1996 : Nach uns die Sintflut de Sigi Rothemund
- 1996 : Die Tunnelgangster von Berlin de Menahem Golan
- 1997 : Ende einer Leidenschaft de Nikolaus Stein Von Kamienski
- 1997 : Mein Papa ist kein Mörder de Nikolai Mullerschon
- 1997 : Betrogen de Hans Hanck
- 1997 : Le Dernier Été de Claude Goretta
- 1998 : Callboy de Susanne Hake
- 1998 : Die Bubi Scholz Story de Roland Suso Richter
- 1998 : Kidnapping de Cinzia Torrini
- 1998 : Operation Noah d'Achim Bornhak
- 1999 : The Alchemists de Peter Smith
- 1999 : No Sex de Jens Broecker
- 2000 : Ben and Maria d'Uwe Janson
- 2000 : Wenn man sich traut de Christoph Waltz
- 2001 : Solange wir lieben d'Olaf Kreinsen
- 2001 : Vera Brühne de Hark Bohm
- 2002 : Beck : Le dernier témoin (Sista vittnet) de Harald Hamrell (présenté au festival de Rouen)
- 2002 : Jean Moulin, d'Yves Boisset
- 2002 : Tanners letzte Chance d'Ernst Lauscher
- 2002 : Wenn die Liebe verloren geht de Tom Toelle
- 2003 : Novaks Ultimatum d'Andreas Prochaska
- 2003 : Mädchen No. 1 de Stefan Holtz
- 2003 : Antonia des larmes au paradis (Antonia - Tränen im Paradies) d'Ernst Josef Lauscher
- 2003 : Gelübde des Herzens de Karola Hattop
- 2004 : Une femme exemplaire (Für immer im Herzen) de Miguel Alexandre
- 2004 : Küss mich, Kanzler d'Ulrich Stark
- 2005 : Liebe auf den zweiten Blick d'Ulrich Stark
- 2005 : Wen die Liebe trifft de Dagmar Damek
- 2006 : Isabelle, princesse rebelle (Eine Krone für Isabell) de Michael Keusch
- 2006 : Der falsche Tod de Martin Eigler
- 2007 : Hiver 1945 (Die Flucht) de Kai Wessel
- 2007 : La Traque de Laurent Jaoui
- 2011 : Aghet : 1915, le génocide arménien (Aghet – Ein Völkermord) de Eric Friedler
- 2011 : Vagues sauvages (Wilde Wellen) de Ulli Baumann
- 2012 : Au petit bonheur la chance (Glückliche Fügung) d'Isabelle Stever
- 2012 : Rommel, le guerrier d'Hitler de Niki Stein : Generalfeldmarschall Gerd von Rundstedt
- 2021 : Black Island (Schwarze Insel) de Miguel Alexandre : Friedrich Hansen

### Comme réalisateur
- 2002 : Kafka va au cinéma (TV) (+ scénario, voix)

## Théâtre
- 1990 : Récital René Char, lecture, mise en scène René Farabet, Festival d'Avignon

## Écrits traduits en français
- Visas d’un jour [« Tagesreisen » ], trad. de Jean-François Poirier, Paris, Christian Bourgois éditeur, coll. « Détroits », 1994, 101 p.  (ISBN 2-267-01241-3)
- Kafka va au cinéma [« Kafka geht ins Kino »], trad. d’Olivier Mannoni, Paris, Cahiers du cinéma, 1996, 175 p.  (ISBN 2-86642-163-9)
- Berlin est trop grand pour Berlin, trad. Jean Torrent, Paris, éditions Macula, coll. Patte d'oie, 2016, 200 p.  (ISBN 978-2-86589-086-6).
- Berlin est trop grand pour Berlin [« Berlin ist zu gross für Berlin »], trad. de Jean-François Poirier, Paris, Éditions Mille et une nuits, coll. « La Ville entière », 1999, 63 p.  (ISBN 2-84205-401-6)
- La Fille aux papiers d’agrumes [« Das Mädchen mit den Orangenpapieren »], trad. de Jean Torrent, Paris, Christian Bourgois éditeur, coll. « Détroits », 2016, 128 p.  (ISBN 978-2-267-02930-7)
- I Wouldn't Start from Here. Histoires égarées, préf. Jean-Christophe Bailly, trad. Jean Torrent, Paris, éditions Macula, coll. Opus incertum, 2018, 120 p.  (ISBN 978-2-86589-110-8)

## Crédit d'auteurs
- (de) Cet article est partiellement ou en totalité issu de l’article de Wikipédia en allemand intitulé « Hanns Zischler » (voir la liste des auteurs).